# アダマイト
アダマイト（adamite、アダム石、アダム鉱、水砒亜鉛鉱）は砒酸塩鉱物の一種で、組成はZn2(AsO4)(OH)。名前はフランスの鉱物学者ジルベール・アダムに由来する。 
斜方晶系に属する。色は主に黄色、緑色（銅を含むため）で、稀に紫色や無色のものを産する。条痕色は白または薄い緑。比重4.4、硬度3.5。ルミネセンスの性質を有する。クリーム色のものはレモンイエロー色に発光する。しかしそれに熱を加えると発光しなくなってしまう。微量なコバルトを含むピンク色や紫色のもの、銅を含む青色や緑色のものはそれらの元素が発光を妨げるため、蛍光を示さない。
多くは孔雀石や方解石とともに生成される。メキシコやギリシャ、フランスが産地として有名。最初に発見されたのはチリである。日本では宮崎県の土呂久鉱山や見立鉱山などで僅かに採れた。また、メキシコではドゥランゴ州のオハエラ鉱山で各種のアダム鉱がとれる。アメリカではネバダ州、カリフォルニア州で採れる。
アダマイトの亜鉛が銅に置き換わるとオリーブ銅鉱（Cu2(AsO4)(OH)）に、二価マンガンイオンに置き換わるとイヴ石（Mn2+2(AsO4)(OH)）となる（アダマイトの「アダム」に対して「イヴ」にちなみ命名された）。また、アダマイトのヒ酸がリン酸に置き換わるとターブット石（Zn2(PO4)(OH)）となる。